# Conde de Santiago de Lobão
Conde de Santiago de Lobão é um título nobiliárquico criado por D. Manuel II de Portugal, por Decreto de 22 de Fevereiro de 1908, em favor de Lino Henriques Bento de Sousa, antes 1.º Visconde de Santiago de Lobão.
Titulares
1. Lino Henriques Bento de Sousa, 1.º Visconde e 1.º Conde de Santiago de Lobão.